# Georg Meier
Cet article concerne le joueur d'échecs Georg Meier. Pour le pilote auto et moto, voir Georg Meier (pilote moto).
Georg Meier est un joueur d'échecs allemand né le 26 août 1987, grand maître international depuis 2007. Il est affilié à la Fédération uruguayenne de échecs depuis novembre 2021.
Au 1er août 2011, il est le 185e joueur mondial et le numéro un uruguayen avec un classement Elo de 2 609 points.

## Biographie et carrière
Meier apprend à jouer aux échecs à trois ans avec sa mère. À partir de 2002, il est entraîné par Vladimir Chouchelov jusqu'à l'obtention du titre de grand maître. 
Il joue en Allemagne pour le Werder Brême, en Autriche pour le SG Holz Dohr Semriach, et en France pour le club de Vandœuvre. Réputé pour son style très solide, il est notamment un spécialiste de la variante Rubinstein de la défense française.
Il participe à l'Olympiade de 2008 comme premier échiquier de la deuxième équipe d'Allemagne et marque 7 points sur 9, pour une performance de 2 779.
Il se qualifia pour la Coupe du monde d'échecs en 2009 et 2023 et fut éliminé à chaque fois au deuxième tour.
| Année | Lieu            | Résultat      | Ultime adversaire      | Adversaires battus   |
| ----- | --------------- | ------------- | ---------------------- | -------------------- |
| 2009  | Khanty-Mansiïsk | deuxième tour | Maxime Vachier-Lagrave | Tigran L. Petrossian |
| 2023  | Bakou           | deuxième tour | Jaime Santos Latasa    | Bernardo Roselli     |